# Marcel Domingo
Marcel Domingo   (Arle, 15 de gener de 1924 - Arle, 10 de desembre de 2010) fou un porter de futbol professional francès dels anys 40 i 50.

## Trajectòria esportiva
La seva trajectòria esportiva transcorregué entre França, on fou campió de lliga i copa, i Espanya, on fou dos cops campió de lliga amb l'Atlético de Madrid i dos més el porter menys golejat. Va jugar a l'Espanyol (1952-1956). Com a entrenador destacà a l'Atlético de Madrid, on fou campió de lliga. També dirigí a València CF, RCD Espanyol, RCD Mallorca, CE L'Hospitalet, UE Lleida, CF Vilanova, Elx CF i Hèrcules CF.

## Palmarès
Com a jugador
- Lliga espanyola de futbol: 1950 i 1951 amb Atlètic de Madrid
- Lliga francesa de futbol: 1952 amb OGC Nice
- Copa francesa de futbol: 1952 amb OGC Nice
- Trofeu Zamora: 1949, 1953 amb Atlètic de Madrid i RCD Espanyol
- Copa Charles Drago: 1957 amb Olympique de Marsella

Com a entrenador
- Lliga espanyola de futbol: 1970 amb Atlètic de Madrid
- Copa espanyola de futbol: 1972 i 1979 amb Atlètic de Madrid i València CF